# Мариямполь

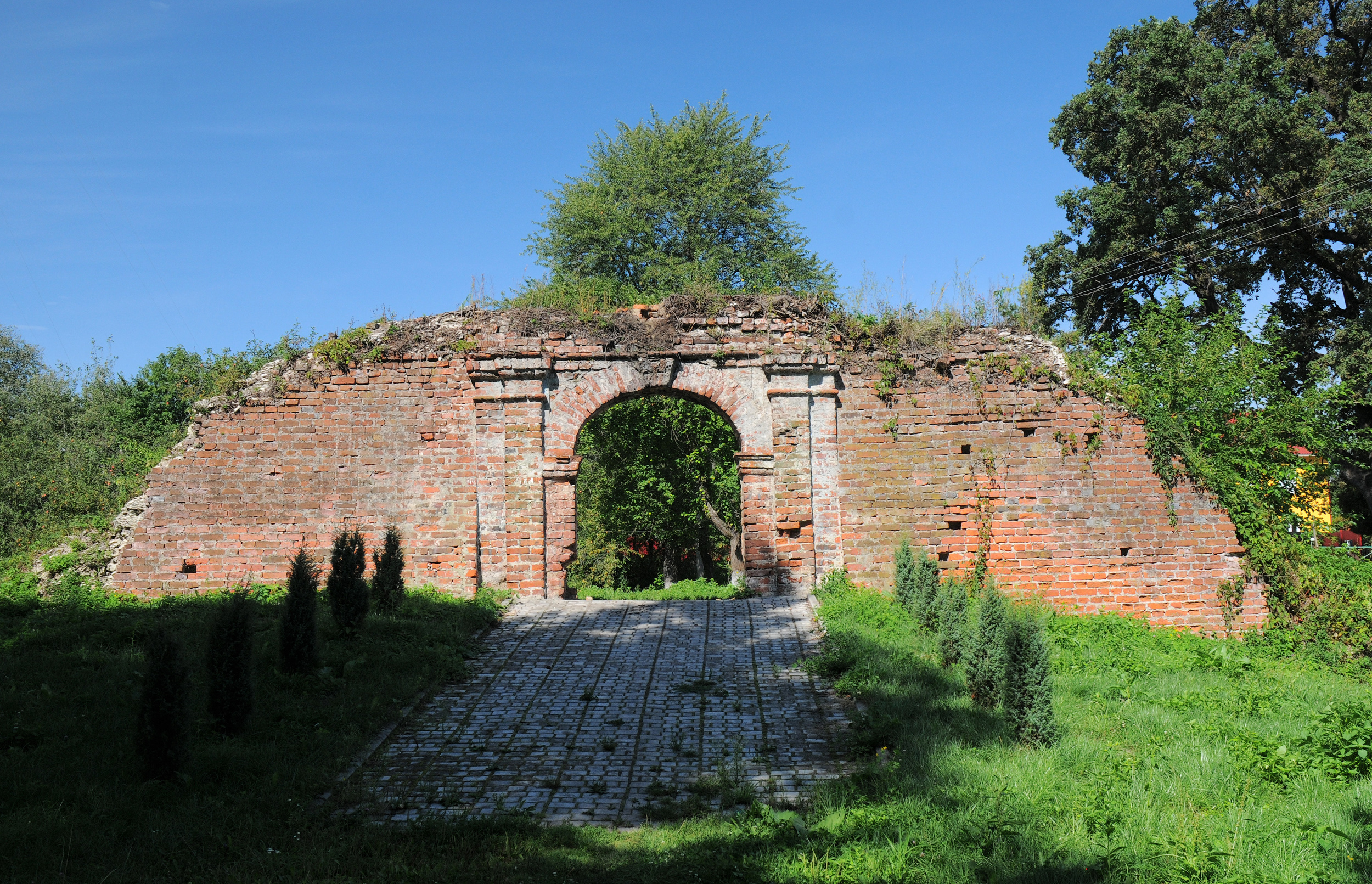
Руины замка

Мариямполь (укр. Маріямпіль) — село в Дубовецкой сельской общине Ивано-Франковского района Ивано-Франковской области Украины.
Население по переписи 2001 года составляло 1015 человек. Почтовый индекс — 77181. Телефонный код — 3431.

## История
В 1946 г. Указом ПВС УССР село Мариямполь переименовано в Маринополь.
В 2004 г. селу возвращено историческое название.